# Condado de Baker (Oregon)
O Condado de Baker é um dos 36 condados do Estado americano do Oregon. A sede do condado é Baker City, e sua maior cidade é Baker City. O condado possui uma área de 7 999 km² (dos quais 53 km² estão cobertos por água), uma população de 16 741 habitantes, e uma densidade populacional de 2 hab/km² (segundo o censo nacional de 2000). O condado foi fundado em 1862.